# Кані (Польща)
Кані (або Канє, Кане, пол. Kanie) — село в Польщі, у гміні Рейовець-Фабричний Холмського повіту Люблінського воєводства. Населення — 696 осіб (2011).

## Історія
У селі є залишки давнього руського городища. 1564 року вперше згадується православна церква в селі.
За даними етнографічної експедиції 1869—1870 років під керівництвом Павла Чубинського, у селі здебільшого проживали польськомовні римо-католики, меншою мірою — українськомовні греко-католики. 1872 року місцева греко-католицька парафія налічувала 190 вірян.
У міжвоєнні 1918—1939 роки польська влада в рамках великої акції руйнування українських храмів на Холмщині і Підляшші знищила місцевий православний монастир. 1937 року на місці на колишнього православного храму зведено римо-католицький костел.
У 1943 році в селі проживало 57 українців і 748 поляків.

## Населення
Демографічна структура станом на 31 березня 2011 року:
|          | Загалом | Допрацездатний вік | Працездатний вік | Постпрацездатний вік |
| -------- | ------- | ------------------ | ---------------- | -------------------- |
| Чоловіки | 299     | 71                 | 202              | 26                   |
| Жінки    | 397     | 64                 | 204              | 129                  |
| Разом    | 696     | 135                | 406              | 155                  |